# 젤리그
《젤리그》(영어: Zelig)는 1983년 개봉한 미국의 모큐멘터리 영화이다. 우디 앨런이 감독과 각본을 맡았다.

## 줄거리
1920년대와 1930년대를 배경으로 한 이 영화는 주변 사람들의 행동과 태도를 모방하여 자신을 변화시키는 능력을 가진 평범한 남자 레너드 젤리그(우디 앨런)에 대한 이야기이다. 그는 파티에서 F. 스콧 피츠제럴드에게 처음 발견되는데, 피츠제럴드는 젤리그가 부유한 손님들에게는 세련된 보스턴 억양으로 공화당에 대한 공감을 표했지만, 부엌에서 하인들과 함께 있을 때는 거친 어조를 사용하며 민주당원처럼 보였다고 언급한다. 그는 곧 "인간 카멜레온"으로 국제적인 명성을 얻는다.
증인 장면 중 한 곳에서 심리학자 브루노 베텔하임은 다음과 같은 의견을 제시한다.
젤리그가 정신병자인지 아니면 단지 극심한 신경증 환자인지에 대한 질문은 그의 의사들 사이에서 끊임없이 논의되었다. 내 생각에 그의 감정은 정상적인, 즉 잘 적응된 보통 사람의 감정과 크게 다르지 않았으며, 단지 극단적으로, 극단적인 정도로 치우쳤을 뿐이었다. 나는 그를 궁극적인 순응주의자로 볼 수 있다고 생각했다.

유도라 플레처 박사(미아 패로)는 젤리그가 병원에 입원했을 때 이 이상한 장애를 돕고 싶어 하는 정신과의사이다. 최면술을 사용하여 그녀는 젤리그가 주변 사람들과 어울리기 위해 신체적으로 변화할 정도로 강하게 인정을 갈망한다는 것을 발견한다. 플레처 박사는 결국 젤리그의 동화하려는 강박증을 치료하지만, 너무 다른 방향으로 나아간다. 잠시 동안 그는 다른 사람들의 의견을 너무 참지 못해 좋은 날씨인지 아닌지를 두고 싸움에 휘말리기도 한다.
플레처 박사는 젤리그와 사랑에 빠지고 있음을 깨닫는다. 이 사건에 대한 언론 보도로 인해 환자와 의사 모두 당대 대중문화의 일부가 된다. 그러나 명성은 그들의 분열의 주된 원인이 된다. 수많은 여성들이 그와 결혼하여 임신했다고 주장하며 대중적인 스캔들을 일으킨다. 젤리그를 영웅으로 만들었던 사회가 그를 파괴한다.
젤리그의 병이 재발하고, 그는 사라지기 전에 다시 한 번 어울리려고 한다. 플레처 박사는 제2차 세계 대전 발발 전 독일에서 나치와 함께 일하는 그를 발견한다. 젤리그는 플레처의 조종 기술을 모방하여 대서양을 거꾸로 가로질러 비행하며 탈출한다. 그들은 결국 미국으로 돌아오고, 거기서 영웅으로 선포되어 결혼하여 행복한 삶을 산다.

## 출연

### 주연
- 우디 앨런
- 미아 패로

### 조연
- 존 벅월터
- 패트릭 호건
- 마빈 샤티노버
- 스탠리 스워드로우

## 기타
- 협력프로듀서: 마이클 페이서
- 미술: 멜 번
- 의상: 산토 로쿼스토
- 배역: 줄리엣 테일러

## 같이 보기
- 프리텐더 제로드